# 法蘭西絲·萊特
法蘭西絲·萊特（英語：Frances Wright，別稱芬妮·萊特，1795年9月6日—1852年12月13日）是美國作家、女性主義者、廢奴主義者、社會改革運動家。生於蘇格蘭丹地。著有『美國社會和禮儀之考察』『雅典的數日』等書。

## 脚注
1. ↑  Cullen-DuPont, Kathryn. . New York, New York: Facts on File. 1996: 236. ISBN 0816026254.